# Суперкубок Единой лиги ВТБ 2024
Суперкубок Единой лиги ВТБ 2024 — четвёртый турнир, проводимый Единой лигой ВТБ. Турнир прошёл в Москве во дворце спорта «ВТБ Арена» с 11 по 14 сентября 2024 года. В нём приняли участие 4 лучших команды Единой лиги ВТБ по итогам сезона 2023/2024, а также 2 иностранных клуба: турецкий «Бешикташ» и сербская «Црвена звезда».

## Формат
На групповом этапе команды играют по круговой системе в своей группе «каждый с каждым» по одной игре. По итогам группового этапа все команды квалифицируются в плей-офф.
Плей-офф состоит из трех матчей:
- матч за 5-е место: команды, занявшие по итогам группового этапа третьи места в своих группах, участвуют в игре за 5-е место;
- матч за 3-е место: команды, занявшие по итогам группового этапа вторые места в своих группах, участвуют в игре за 3-е место;
- финал: команды, занявшие по итогам группового этапа первые места в своих группах, участвуют в матче за 1-е место[1].

## Групповой этап

### Группа А
| Место                       | Команда          | Игры | Поб | Пор | Забито | Пропущено | +/- | Очки |
| --------------------------- | ---------------- | ---- | --- | --- | ------ | --------- | --- | ---- |
| 1                           | ЦСКА             | 2    | 2   | 0   | 199    | 187       | +12 | 4    |
| 2                           | Црвена звезда    | 2    | 1   | 1   | 178    | 170       | +8  | 3    |
| 3                           | Локомотив-Кубань | 2    | 0   | 2   | 171    | 191       | −20 | 2    |
| Данные на 13 сентября 2024. |                  |      |     |     |        |           |     |      |

| 11 сентября 2024 20:00 | Протокол | ЦСКА                       | 105 : 95 | Локомотив-Кубань | ВТБ Арена, Москва Зрителей: 1446 Судьи: Илья Путенко Станислав Валеев Ярослав Орешин |
| 11 сентября 2024 20:00 | Протокол | 24:21, 30:31, 25:19, 26:24 |          |                  | ВТБ Арена, Москва Зрителей: 1446 Судьи: Илья Путенко Станислав Валеев Ярослав Орешин |
| 11 сентября 2024 20:00 | Протокол | Тримбл 19                  | Очки     | Джонсон 18       | ВТБ Арена, Москва Зрителей: 1446 Судьи: Илья Путенко Станислав Валеев Ярослав Орешин |
| 11 сентября 2024 20:00 | Протокол | Джекири 9                  | Подборы  | Уэйли 7          | ВТБ Арена, Москва Зрителей: 1446 Судьи: Илья Путенко Станислав Валеев Ярослав Орешин |
| 11 сентября 2024 20:00 | Протокол | Аврамович 8                | Передачи | Миллер 7         | ВТБ Арена, Москва Зрителей: 1446 Судьи: Илья Путенко Станислав Валеев Ярослав Орешин |

| 12 сентября 2024 20:00 | Протокол | ЦСКА                       | 94 : 92  | Црвена звезда      | ВТБ Арена, Москва Зрителей: 2158 Судьи: Алексей Давыдов Антон Круглов Артём Лаврухин |
| 12 сентября 2024 20:00 | Протокол | 23:11, 23:25, 26:26, 22:30 |          |                    | ВТБ Арена, Москва Зрителей: 2158 Судьи: Алексей Давыдов Антон Круглов Артём Лаврухин |
| 12 сентября 2024 20:00 | Протокол | Тримбл 21                  | Очки     | Канаан, Плавшич 21 | ВТБ Арена, Москва Зрителей: 2158 Судьи: Алексей Давыдов Антон Круглов Артём Лаврухин |
| 12 сентября 2024 20:00 | Протокол | Джекири 8                  | Подборы  | Даум 6             | ВТБ Арена, Москва Зрителей: 2158 Судьи: Алексей Давыдов Антон Круглов Артём Лаврухин |
| 12 сентября 2024 20:00 | Протокол | Аврамович, Тримбл 4        | Передачи | Миллер-Макинтайр 8 | ВТБ Арена, Москва Зрителей: 2158 Судьи: Алексей Давыдов Антон Круглов Артём Лаврухин |

| 13 сентября 2024 17:00 | Протокол | Локомотив-Кубань           | 76 : 86  | Црвена звезда | ВТБ Арена, Москва Зрителей: 660 Судьи: Илья Путенко Сергей Михайлов Артём Лаврухин |
| 13 сентября 2024 17:00 | Протокол | 16:23, 27:22, 16:20, 17:21 |          |               | ВТБ Арена, Москва Зрителей: 660 Судьи: Илья Путенко Сергей Михайлов Артём Лаврухин |
| 13 сентября 2024 17:00 | Протокол | Джонсон 19                 | Очки     | Добрич 20     | ВТБ Арена, Москва Зрителей: 660 Судьи: Илья Путенко Сергей Михайлов Артём Лаврухин |
| 13 сентября 2024 17:00 | Протокол | Квитковских 7              | Подборы  | Плавшич 10    | ВТБ Арена, Москва Зрителей: 660 Судьи: Илья Путенко Сергей Михайлов Артём Лаврухин |
| 13 сентября 2024 17:00 | Протокол | Миллер 7                   | Передачи | Дос Сантос 5  | ВТБ Арена, Москва Зрителей: 660 Судьи: Илья Путенко Сергей Михайлов Артём Лаврухин |

### Группа Б
| Место                       | Команда  | Игры | Поб | Пор | Забито | Пропущено | +/- | Очки |
| --------------------------- | -------- | ---- | --- | --- | ------ | --------- | --- | ---- |
| 1                           | УНИКС    | 2    | 2   | 0   | 175    | 141       | +34 | 4    |
| 2                           | Зенит    | 2    | 1   | 1   | 155    | 158       | −3  | 3    |
| 3                           | Бешикташ | 2    | 0   | 2   | 149    | 180       | −31 | 2    |
| Данные на 13 сентября 2024. |          |      |     |     |        |           |     |      |

| 11 сентября 2024 17:00 | Протокол | УНИКС                      | 97 : 69  | Бешикташ | ВТБ Арена, Москва Зрителей: 321 Судьи: Алексей Давыдов Евгений Островский Сергей Негирев |
| 11 сентября 2024 17:00 | Протокол | 19:22, 39:13, 24:16, 15:18 |          |          | ВТБ Арена, Москва Зрителей: 321 Судьи: Алексей Давыдов Евгений Островский Сергей Негирев |
| 11 сентября 2024 17:00 | Протокол | Акун-Пёрселл 24            | Очки     | Конан 12 | ВТБ Арена, Москва Зрителей: 321 Судьи: Алексей Давыдов Евгений Островский Сергей Негирев |
| 11 сентября 2024 17:00 | Протокол | Рейнольдс 8                | Подборы  | Конан 7  | ВТБ Арена, Москва Зрителей: 321 Судьи: Алексей Давыдов Евгений Островский Сергей Негирев |
| 11 сентября 2024 17:00 | Протокол | Кулагин, Найт 5            | Передачи | Мэтьюс 4 | ВТБ Арена, Москва Зрителей: 321 Судьи: Алексей Давыдов Евгений Островский Сергей Негирев |

| 12 сентября 2024 17:00 | Протокол | Зенит                     | 83 : 80  | Бешикташ  | ВТБ Арена, Москва Зрителей: 888 Судьи: Семён Овинов Сергей Беляков Ярослав Орешин |
| 12 сентября 2024 17:00 | Протокол | 25:9, 17:26, 21:25, 20:20 |          |           | ВТБ Арена, Москва Зрителей: 888 Судьи: Семён Овинов Сергей Беляков Ярослав Орешин |
| 12 сентября 2024 17:00 | Протокол | Бэйкон, Мун 21            | Очки     | Мэтьюс 17 | ВТБ Арена, Москва Зрителей: 888 Судьи: Семён Овинов Сергей Беляков Ярослав Орешин |
| 12 сентября 2024 17:00 | Протокол | Спеллмэн 8                | Подборы  | Конан 8   | ВТБ Арена, Москва Зрителей: 888 Судьи: Семён Овинов Сергей Беляков Ярослав Орешин |
| 12 сентября 2024 17:00 | Протокол | Мун 5                     | Передачи | Оллмэн 5  | ВТБ Арена, Москва Зрителей: 888 Судьи: Семён Овинов Сергей Беляков Ярослав Орешин |

| 13 сентября 2024 20:00 | Протокол | УНИКС                     | 78 : 72  | Зенит      | ВТБ Арена, Москва Зрителей: 1114 Судьи: Евгений Островский Станислав Валеев Антон Круглов |
| 13 сентября 2024 20:00 | Протокол | 18:26, 30:20, 14:8, 16:18 |          |            | ВТБ Арена, Москва Зрителей: 1114 Судьи: Евгений Островский Станислав Валеев Антон Круглов |
| 13 сентября 2024 20:00 | Протокол | Акун-Пёрселл 24           | Очки     | Мун 21     | ВТБ Арена, Москва Зрителей: 1114 Судьи: Евгений Островский Станислав Валеев Антон Круглов |
| 13 сентября 2024 20:00 | Протокол | Рейнольдс 9               | Подборы  | Пойтресс 7 | ВТБ Арена, Москва Зрителей: 1114 Судьи: Евгений Островский Станислав Валеев Антон Круглов |
| 13 сентября 2024 20:00 | Протокол | Найт 6                    | Передачи | Фрейзер 5  | ВТБ Арена, Москва Зрителей: 1114 Судьи: Евгений Островский Станислав Валеев Антон Круглов |

## Плей-офф

### Матч за 5 место
| 14 сентября 2024 13:00 | Протокол | Локомотив-Кубань                  | 97 : 96 (ОТ) | Бешикташ        | ВТБ Арена, Москва Зрителей: 976 Судьи: Сергей Беляков Семён Овинов Сергей Михайлов |
| 14 сентября 2024 13:00 | Протокол | 21:22, 19:23, 17:28, 28:12, 12:11 |              |                 | ВТБ Арена, Москва Зрителей: 976 Судьи: Сергей Беляков Семён Овинов Сергей Михайлов |
| 14 сентября 2024 13:00 | Протокол | Джонсон 25                        | Очки         | Оллмэн 19       | ВТБ Арена, Москва Зрителей: 976 Судьи: Сергей Беляков Семён Овинов Сергей Михайлов |
| 14 сентября 2024 13:00 | Протокол | Уэйли 8                           | Подборы      | Конан, Оллмэн 6 | ВТБ Арена, Москва Зрителей: 976 Судьи: Сергей Беляков Семён Овинов Сергей Михайлов |
| 14 сентября 2024 13:00 | Протокол | Ищенко 6                          | Передачи     | Мэтьюс 6        | ВТБ Арена, Москва Зрителей: 976 Судьи: Сергей Беляков Семён Овинов Сергей Михайлов |

### Матч за 3 место
| 14 сентября 2024 16:00 | Протокол | Црвена звезда              | 70 : 83  | Зенит     | ВТБ Арена, Москва Зрителей: 2178 Судьи: Алексей Давыдов Станислав Валеев Антон Круглов |
| 14 сентября 2024 16:00 | Протокол | 16:20, 23:13, 11:23, 20:27 |          |           | ВТБ Арена, Москва Зрителей: 2178 Судьи: Алексей Давыдов Станислав Валеев Антон Круглов |
| 14 сентября 2024 16:00 | Протокол | Миллер-Макинтайр 20        | Очки     | Бэйкон 19 | ВТБ Арена, Москва Зрителей: 2178 Судьи: Алексей Давыдов Станислав Валеев Антон Круглов |
| 14 сентября 2024 16:00 | Протокол | Миллер-Макинтайр 8         | Подборы  | Мун 8     | ВТБ Арена, Москва Зрителей: 2178 Судьи: Алексей Давыдов Станислав Валеев Антон Круглов |
| 14 сентября 2024 16:00 | Протокол | Миллер-Макинтайр 6         | Передачи | Бэйкон 5  | ВТБ Арена, Москва Зрителей: 2178 Судьи: Алексей Давыдов Станислав Валеев Антон Круглов |

### Финал
| 14 сентября 2024 19:00 | Протокол | ЦСКА                      | 87 : 72  | УНИКС     | ВТБ Арена, Москва Зрителей: 4266 Судьи: Илья Путенко Евгений Островский Ярослав Орешин |
| 14 сентября 2024 19:00 | Протокол | 22:9, 23:26, 23:23, 19:14 |          |           | ВТБ Арена, Москва Зрителей: 4266 Судьи: Илья Путенко Евгений Островский Ярослав Орешин |
| 14 сентября 2024 19:00 | Протокол | Аврамович, Уэйр 15        | Очки     | Тэйлор 19 | ВТБ Арена, Москва Зрителей: 4266 Судьи: Илья Путенко Евгений Островский Ярослав Орешин |
| 14 сентября 2024 19:00 | Протокол | Жан-Шарль 6               | Подборы  | Бако 8    | ВТБ Арена, Москва Зрителей: 4266 Судьи: Илья Путенко Евгений Островский Ярослав Орешин |
| 14 сентября 2024 19:00 | Протокол | Аврамович 6               | Передачи | Тэйлор 7  | ВТБ Арена, Москва Зрителей: 4266 Судьи: Илья Путенко Евгений Островский Ярослав Орешин |

## Итоговое положение команд
| Поз | Команда          | И | В | П |
| --- | ---------------- | - | - | - |
| 1   | ЦСКА             | 3 | 3 | 0 |
| 2   | УНИКС            | 3 | 2 | 1 |
| 3   | Зенит            | 3 | 2 | 1 |
| 4   | Црвена звезда    | 3 | 1 | 2 |
| 5   | Локомотив-Кубань | 3 | 1 | 2 |
| 6   | Бешикташ         | 3 | 0 | 3 |

## Награды

### Самый ценный игрок
- Алекса Аврамович (ЦСКА)[2]

### Лучший тренер
- Андреас Пистиолис (ЦСКА)[3]

### Символическая пятёрка
- Урош Плавшич (Црвена Звезда)[2]
- Би Джей Джонсон (Локомотив-Кубань)[2]
- Керем Конан (Бешикташ)[2]
- Дуэйн Бэйкон (Зенит)[2]
- Девон Акун-Пёрселл (УНИКС)[2]